# Mario García Menocal
Aurelio Mario Gabriel Francisco García Menocal y Deop, más conocido como Mario García Menocal (Jagüey Grande, Matanzas, 17 de diciembre de 1866-La Habana, 7 de septiembre de 1941), político cubano, fue presidente de Cuba en dos períodos consecutivos: 1913-1917 y 1917-1921.
Tercer presidente de Cuba. Mayor general del Ejército Libertador cubano, ingeniero civil graduado en la Universidad Cornell, Estados Unidos en 1888. Participó en la guerra del 95, en la cual alcanzó las más altas responsabilidades, terminando la misma como jefe del quinto Cuerpo de Ejército, que agrupaba las provincias de La Habana y Matanzas.

## Infancia y juventud
Nació en el ingenio “Australia”, que administraba su padre Gabriel García-Menocal, en la provincia de Matanzas. Hijo de este con su esposa Narcisa Lucía Deop, el pequeño Mario tenía dos años cuando estalla la Guerra de los Diez Años (1868-1878) por la independencia de Cuba. Las simpatías y contactos de su padre con los insurrectos lo obligan a exiliarse. La familia viaja a Estados Unidos y luego a México. Mario regresa a la isla en 1881 junto con su hermano Fausto García Menocal, con quince años de edad. La estancia es corta: regresa al norte al cuidado de su tío Aniceto. Y no vuelve hasta 1894. Trabaja luego en el trazado del ferrocarril en la zona de Camagüey cuando llega la noticia del levantamiento del 24 de febrero de 1895 en Oriente. Posteriormente se alza en junio de ese mismo año. Se destacó en la Tercera toma de Las Tunas en agosto de 1897. Se convierte en uno de los más jóvenes mayores generales cubanos de la guerra de Independencia.

## Familia
García Menocal estuvo casado con Mariana Seva Rodríguez, y tuvieron tres hijos: Mario García-Menocal Seva, quien se casó con Hortensia Valentina Almagro; Raúl García-Menocal Seva, casado con Perlita Fower; y su única hija, Georgina García-Menocal Seva, quien se casó con Eugenio Sardina.

## Edad adulta
Al terminar la Guerra Hispano-Estadounidense en 1898, Menocal se hizo político conservador. Ocupa el cargo de jefe de la Policía de La Habana durante la primera intervención de Estados Unidos en Cuba (1899-1902). La primera actuación política de Menocal había sido para intentar mediar entre liberales y conservadores después de la reelección de Tomás Estrada Palma. Tampoco tuvo éxito en su aspiración presidencial contra José Miguel Gómez en 1908. Dirigente del Partido Conservador de Cuba, Mario García Menocal ocupó la presidencia del país entre 1913 y 1917 y entre 1917 y 1921. En 1918 firmó la primera Ley de Divorcio en Cuba para que su hermano Fausto García Menocal se pudiera divorciar de su esposa Ángela García Vieta. La ley entró en vigor en julio de 1918; el primer divorcio fue en septiembre de ese año. En 1915 se creó el Ejército Nacional cubano con la fusión de la Guardia Rural (desde 1901) y el Ejército Permanente (desde 1908). En 1917 Cuba entró en la Primera Guerra Mundial del lado de los Aliados. Menocal salió reelecto presidente en las elecciones de 1916, lo cual no fue aceptado por el Partido Liberal de José Miguel Gómez, Carlos Mendieta y Alfredo Zayas, que se levantaron en armas contra Menocal en 1917 (Alzamiento o Guerra de La Chambelona), pero la sublevación fue derrotada por el gobierno de Menocal, y sus líderes estuvieron presos hasta que fueron liberados por la Amnistía del 18 de marzo de 1918 dada por Menocal. Desde el 25 de agosto de 1917 hasta el 15 de febrero de 1922 se produjo la Intervención Azucarera (Sugar Intervention) a solicitud de Menocal, que consistió de tropas (1000-3000 marines) de Estados Unidos estacionadas en campamentos en Cuba (fuera de la base naval estadounidense en Guantánamo), principalmente en la provincia de Oriente, para evitar que los levantamientos armados contra la reelección de Menocal encabezados por el Partido Liberal pudieran afectar las propiedades estadounidenses en Cuba, en especial en la industria azucarera, por lo cual los marines protegieron áreas urbanas y rurales. Entre 1915 y 1920 el precio del azúcar subió en el mercado mundial a causa de la Primera Guerra Mundial hasta cifras nunca antes vistas, y hubo un auge económico en Cuba, principal país productor y exportador de azúcar del mundo. En 1920 la libra de azúcar llegó hasta 22.5 centavos y el país ingresó de 780-800 millones de dólares por la venta de azúcar ese año. Este período de auge fue bautizado por el pueblo cubano como “Danza de los Millones” (o Vacas Gordas). 
Fue el primer presidente que residió en el Palacio Presidencial cubano desde el 31 de enero de 1920.

### Reconocimiento
A Aurelio Mario García Menocal, se le debe entre otras cosas el amplio desarrollo  que tuvo la industria  azucarera cubana, la introducción de tecnologías industriales, en locomotoras, casillas  de ferrocarril, transbordadores para sacar la caña de las carretas tiradas por bueyes, el desarrollo infraestructural de muchos pueblos en Cuba, entre ellos Jagüey Grande y toda la zona, así como el desarrollo en Camagüey, y otras localidades de Cuba. Menocal presto oídos y ayudó a la Unión de fabricantes de tabaco y su presidente Theodore Garbade cuando Woodrow Wilson aprobó en Estados Unidos la Revenue Act 1913. Esta ley tenía un impacto muy negativo sobre la exportación de tabaco y azúcar. Menocal conocía bien el asunto, era propietario de uno de los más grandes ingenios de azúcar la “Central Chaparra” en la provincia Las Tunas.
Durante el gobierno de García Menocal se profesionalizó la enseñanza en Cuba y se aumentó el sueldo a los maestros. Se estableció la división entre las escuelas urbanas y rurales y se introdujo la enseñanza práctica de la agricultura en las rurales. También se creó el servicio de maestros ambulantes en las regiones montañosas y de poca población y se inició la fabricación de escuelas de mampostería y ladrillos en los campos. Se crearon las Escuelas Normales de La Habana, Santa Clara, Oriente, Pinar del Río y Matanzas, cuyas cátedras fueron cubiertas por oposición.
También durante el período presidencial del general Menocal comenzó la construcción de nuevos edificios de la Universidad de La Habana. Al dejar el gobierno se habían concluido los pabellones de Astronomía, Física y Química. En 1918 promulgó la Ley de Pensiones para miembros del Ejército Libertador y su Cuerpo Auxiliar Civil, que estableció pensiones anuales de $3600 para los mayores generales hasta $360 para los soldados.

## Tras la presidencia
Después de dejar el poder continuó activamente en la política, en las elecciones de noviembre de 1924 se enfrentó con el candidato Gerardo Machado, resultando vencedor este. Machado lo nombró Inspector General de la construcción de la Carretera Central de Cuba, pero renunció en 1930 por conflictos políticos. En agosto de 1931 García Menocal y Carlos Mendieta intentaron un golpe de Estado contra Machado que fracasó, fueron apresados en Río Verde, Pinar del Río, y estuvieron en presidio, primero en la Fortaleza de La Cabaña y después en el Presidio Modelo hasta el 9 de enero de 1932 en que fueron liberados por una Amnistía dada por el presidente Machado. Después viajó a los Estados Unidos. Regresó a Cuba y se postuló como candidato en las elecciones presidenciales de 1936, en las que salió vencedor Miguel Mariano Gómez. Fue elegido como delegado a la Convención Constituyente para redactar la Constitución cubana de 1940, pero renunció. Un año después muere en La Habana, el 7 de septiembre de 1941.